# Igor Armaș
Igor Armaș, född 14 juli 1987 i Căușeni, är en moldavisk fotbollsspelare som spelar försvarare i ryska Kuban Krasnodar. Han utsågs till Moldaviens bästa mittback 2008.

## Karriär
Igor Armaș slog igenom i den moldaviska klubben Zimbru. 2008 blev han utsedd till Moldaviens bästa back och under året hade han dessutom debuterat i landslaget, vilket ledde till att han blev värvad till Hammarby IF. Igor Armaș debuterade för Hammarby IF i en träningsmatch på Stadshagen mot Örebro SK den 7 mars 2009, i matchen svarade han för Hammarby IF:s 1-0 mål efter nick på hörna. Han tog en mer eller mindre fast plats i Hammarbys mittförsvar och hans defensiva förmågor uppskattades av fansen. I november 2009 utsågs Igor Armaș till "Årets Bajenspelare" av Hammarbys egna fans. Klubben blev dock nedflyttad till superettan efter 2009 års säsong varför Armaș sökte sig till Kuban Krasnodar i ryska andraligan.